# Михо (Город грехов)
Михо (яп. ミホ) — одна из персонажей графических романов Фрэнка Миллера Город грехов. В экранизации комиксов в 2005 году роль Михо исполнила актриса Девон Аоки, а во второй части, снятом в 2014 году — Джейми Чон.

## Описание
По описанию Фрэнка Миллера Михо является куноити, женщиной-ниндзя, которая работает боевиком сообщества девушек Старого города, промышляющих проституцией. В частности она также выполняет функции личного телохранителя главарей сообщества — близняшек Голди и Венди, и Гейл.
Имя Михо является японским женским именем. Имя персонажа в различных русскоязычных источниках пишется в нескольких вариантах: Михо, Мико, Мио, Мийо.

## Отзывы
В 2011 году UGO Networks поместила Михо в рейтинг «25 самых горячих женщин-ниндзя». В этом же году то же издание поместило её вместе с людоедом Кевином на первое место в рейтинг «Тихо как в могиле: Самые бесшумные убийцы из кино и сериалов». Журнал Maxim в 2007 году составил рейтинг Самые сексуальные девушки-убийцы в который вошла и Михо